# Mile Svilar
Mile Svilar (szerb nyelven: Миле Свилар; Antwerpen, 1999. augusztus 27. –) szerb válogatott labdarúgó, aki az AS Roma játékosa.

## Pályafutása

### Klubcsapatokban
A KFCO Beerschot, a Beerschot AC és az Anderlecht csapataiban nevelkedett. 2014. szeptember 16-án, húsz nappal 15. születésnapja után mutatkozott be az Anderlecht ifjúsági csapatában az UEFA Ifjúsági Ligában a Galatasaray SK elleni meccsen, ezzel ő lett a legfiatalabb debütáló. 2015 nyarán több európai topklub szerette volna leigazolni, de ő nevelőklubjával, az Anderlechttel kötött három évre szóló profi szerződést. Az első csapatban nem lépett pályára, csak a kispadon, csereként számítottak rá.
2017. augusztus 28-án a portugál Benfica csapatához szerződött öt évre, kétmillió euróért és az 1-es mezt kapta meg. Október 14-én a portugál kupában mutatkozott be a felnőttek között, az Olhanense elleni 1–0-s győzelemmel záruló mérkőzésen. Négy nappal később 18 évesen, egy hónaposan és 21 naposan mutatkozott be a bajnokok ligájában az angol Manchester United ellen, így ő lett a legrangosabb európai kupasorozat valaha volt legfiatalabb debütáló kapusa. Iker Casillas korrekordját döntötte meg, aki a Real Madrid kapuját védte a Valencia elleni 2000-es döntőben, négy nappal 19. születésnapja után. Két héttel később az Old Traffordon büntetőt védett, ezzel ő lett a legfiatalabb kapus a Bajnokok Ligája történetében aki erre képes volt, majd balszerencsés öngólt vétett, miután egy távoli lövés a kapufáról a hátára, onnan pedig a kapujába pattant.
2022. július 1-jén az olasz Serie A-ban szereplő AS Roma igazolta le 2027. június 30-ig. 2022. szeptember 8-án debütált a csapatban a Ludogrets elleni, 2-1 arányban elveszített Európa-liga mérkőzésen. Serie A-beli bemutatkozására 2023. május 14-én került sor, a Bologna elleni 0-0-ás döntetlen alkalmával.

### A válogatottban
Édesapja révén szerb útlevele is van, a szerb korosztályos válogatottba éveken keresztül hívták, de ő a belga korosztályos válogatott meghívásának tett eleget. Az U15-ös nemzeti együttesben 2014-ben debütált. Az U17-es válogatottban a 2016-os U17-es Eb-selejtező elitkörében három mérkőzésen egyetlen gólt sem kapott, sőt a Spanyolország elleni, csoport elsőségről döntő tizenegyespárbajban két lövést hárított, így a belgák végeztek az első helyen. Az Európa-bajnokságon négy mérkőzésen lépett pályára, de a negyeddöntőben a németekkel szemben alulmaradtak.
A felnőtt válogatottságról dönthetett, hogy a Szerbiát vagy a Belgiumot szeretné képviselni. 2017. november 4-én bejelentette, hogy a tervek szerint 2018 márciusában játssza első meccsét a szerb nagy válogatottban, mivel elfogadta a Szerb labdarúgó-szövetség meghívását. Végül 2021. szeptember 1-jén debütált egy Katar elleni barátságos 4–0-s meccsen.

## Statisztika

### Klubcsapatokban
2022. szeptember 8-án frissítve.
| Klub             | Szezon           | Bajnokság                | Bajnokság | Bajnokság | Kupa  | Kupa | Nemzetközi | Nemzetközi | Egyéb | Egyéb | Összesen | Összesen |
| Klub             | Szezon           | Osztály                  | Mérk.     | Gól       | Mérk. | Gól  | Mérk.      | Gól        | Mérk. | Gól   | Mérk.    | Gól      |
| ---------------- | ---------------- | ------------------------ | --------- | --------- | ----- | ---- | ---------- | ---------- | ----- | ----- | -------- | -------- |
| Anderlecht       | 2016–17          | Belgian First Division A | 0         | 0         | 0     | 0    | 0          | 0          | 0     | 0     | 0        | 0        |
| Anderlecht       | Összesen         | Összesen                 | 0         | 0         | 0     | 0    | 0          | 0          | 0     | 0     | 0        | 0        |
| Benfica          | 2017–18          | Primeira Liga            | 3         | 0         | 1     | 0    | 3          | 0          | 2     | 0     | 9        | 0        |
| Benfica          | 2018–19          | Primeira Liga            | 1         | 0         | 5     | 0    | 0          | 0          | 4     | 0     | 10       | 0        |
| Benfica          | 2019–20          | Primeira Liga            | 1         | 0         | 0     | 0    | 0          | 0          | 0     | 0     | 1        | 0        |
| Benfica          | 2020–21          | Primeira Liga            | 2         | 0         | 0     | 0    | 0          | 0          | 0     | 0     | 0        | 0        |
| Benfica          | Összesen         | Összesen                 | 5         | 0         | 6     | 0    | 3          | 0          | 6     | 0     | 20       | 0        |
| Benfica B        | 2018–19          | LigaPro                  | 1         | 0         | —     | —    | —          | —          | —     | —     | 1        | 0        |
| Benfica B        | 2019–20          | LigaPro                  | 10        | 0         | —     | —    | —          | —          | —     | —     | 10       | 0        |
| Benfica B        | Összesen         | Összesen                 | 11        | 0         | —     | —    | —          | —          | —     | —     | 11       | 0        |
| AS Roma          | 2022–23          | Serie A                  | 3         | 0         | 0     | 0    | 1          | 0          | —     | —     | 4        | 0        |
| AS Roma          | Összesen         | Összesen                 | 0         | 0         | 0     | 0    | 1          | 0          | —     | —     | 4        | 0        |
| Karrier összesen | Karrier összesen | Karrier összesen         | 19        | 0         | 6     | 0    | 4          | 0          | 6     | 0     | 35       | 0        |

### A válogatottban
2021. szeptember 1-jén frissítve.
| Nemzet   | Év       | Mérkőzés | Gól |
| -------- | -------- | -------- | --- |
| Szerbia  | 2021     | 1        | 0   |
| Összesen | Összesen | 1        | 0   |

## Sikerei, díjai

### Klubcsapatokban
Anderlecht
- Belga bajnokság: 2016–17
- Belga szuperkupa: 2017

 Benfica
- Portugál bajnokság: 2018–19

## Család
Édesapja, a kilencszeres jugoszláv válogatott kapus Ratko Svilar, aki 16 éven keresztül védte a Royal Antwerp kapuját, majd edzőként több mint tíz évig dolgozott a klub kötelékében. Részt vett az 1982-es világbajnokságon.